# Kolędy polskie część 2
Kolędy polskie część 2 − studyjny album z muzyką kolędową polskiej piosenkarki Eleni, wydany w 1998 roku nakładem Hellenic-Record w Poznaniu.
Materiał został też wydany na kasecie magnetofonowej.

## Lista utworów
Na krążku znalazły się następujące utwory: 
| 1.  | "Z narodzenia Pana"                                      | 2:23  |
|     | - muzyka i tekst tradycyjny                              |       |
| 2.  | "O Gwiazdo Betlejemska"                                  | 2:43  |
|     | - muzyka: Zygmunt Odelgiewicz, tekst: Stefan Bortkiewicz |       |
| 3.  | "Tryumfy"                                                | 2:30  |
|     | - muzyka i tekst tradycyjny                              |       |
| 4.  | "Oj Maluśki"                                             | 5:59  |
|     | - muzyka i tekst tradycyjny z Podhala                    |       |
| 5.  | "Mędrcy świata"                                          | 3:27  |
|     | - muzyka: Zygmunt Odelgiewicz, tekst: Stefan Bortkiewicz |       |
| 6.  | "Boże Narodzenie"                                        | 2:09  |
|     |                                                          |       |
| 7.  | "Witaj, Stajenko"                                        | 1:48  |
|     | - muzyka: Piotr Kałużny, tekst: Lech Konopiński          |       |
| 8.  | "Do szopy, hej pasterze"                                 | 2:07  |
|     | - muzyka i tekst tradycyjny                              |       |
| 9.  | "W żłobie leży"                                          | 3:20  |
|     | - muzyka i tekst tradycyjny                              |       |
| 10. | "Greccio"                                                | 6:32  |
|     | - muzyka i tekst: Symplicjusz Sobczyk OFM                |       |
| 11. | "Jakieś światło"                                         | 5:48  |
|     |                                                          |       |
| 12. | "Wielkie oczekiwanie"                                    | 3:08  |
|     | - muzyka: Lech Morena, tekst: Lech Konopiński            |       |
|     |                                                          | 41:54 |
|     |                                                          |       |